# شیگه‌رو نانبارو
شیگه‌رو نانبارو ((به ژاپنی: 南原繁 Shigeru Nambara)؛ ۵ سپتامبر ۱۸۸۹ – ۱۹ مه ۱۹۷۴) کارشناس سیاسی، و سیاستمدار رئیس دانشگاه توکیو و آکادمی ژاپن اهل ژاپن بود.